# 測雨器

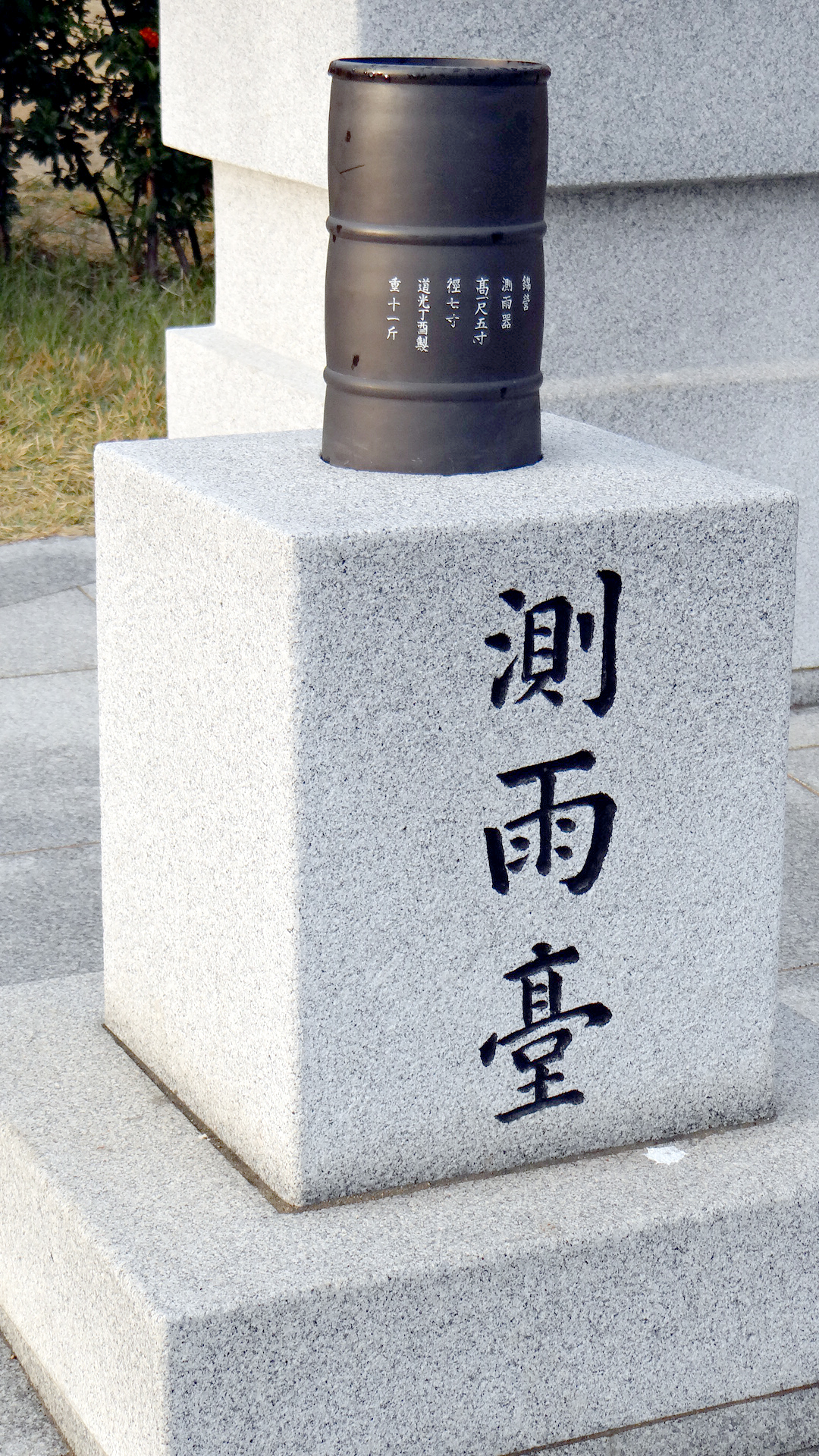
釜山にある蔣英実科学公園に設置されている測雨器のレプリカ。

測雨器（そくうき、朝鮮語: 측우기、チュグギ）とは、15世紀中ごろに李氏朝鮮において発明された雨量計。史料に残る標準雨量計としては最古のものとされる。シンプルな円筒型の器に雨水を溜め、水の深さを物差しで直接測って記録する。朝鮮全土に設置され、厳格な制度に則って降雨量測定に用いられた。測雨器による観測は1442年に始まり、戦乱による長期の中断を挟みながらも数世紀にわたって継続したが、朝鮮王朝の終焉とともに途絶え、近代的な気象観測制度に取って代わられた。
2010年時点で現存する測雨器は、韓国の宝物第561号に指定されている錦営測雨器（금영측우기、1837年製作）のみである。かつて忠清南道公州観察司に設置されていたもので、「錦営」とは道観司が起居していた庁舎を指す。そのほか、測雨器の台石である測雨台（측우대、チュグデ）が数基現存する。

## 歴史

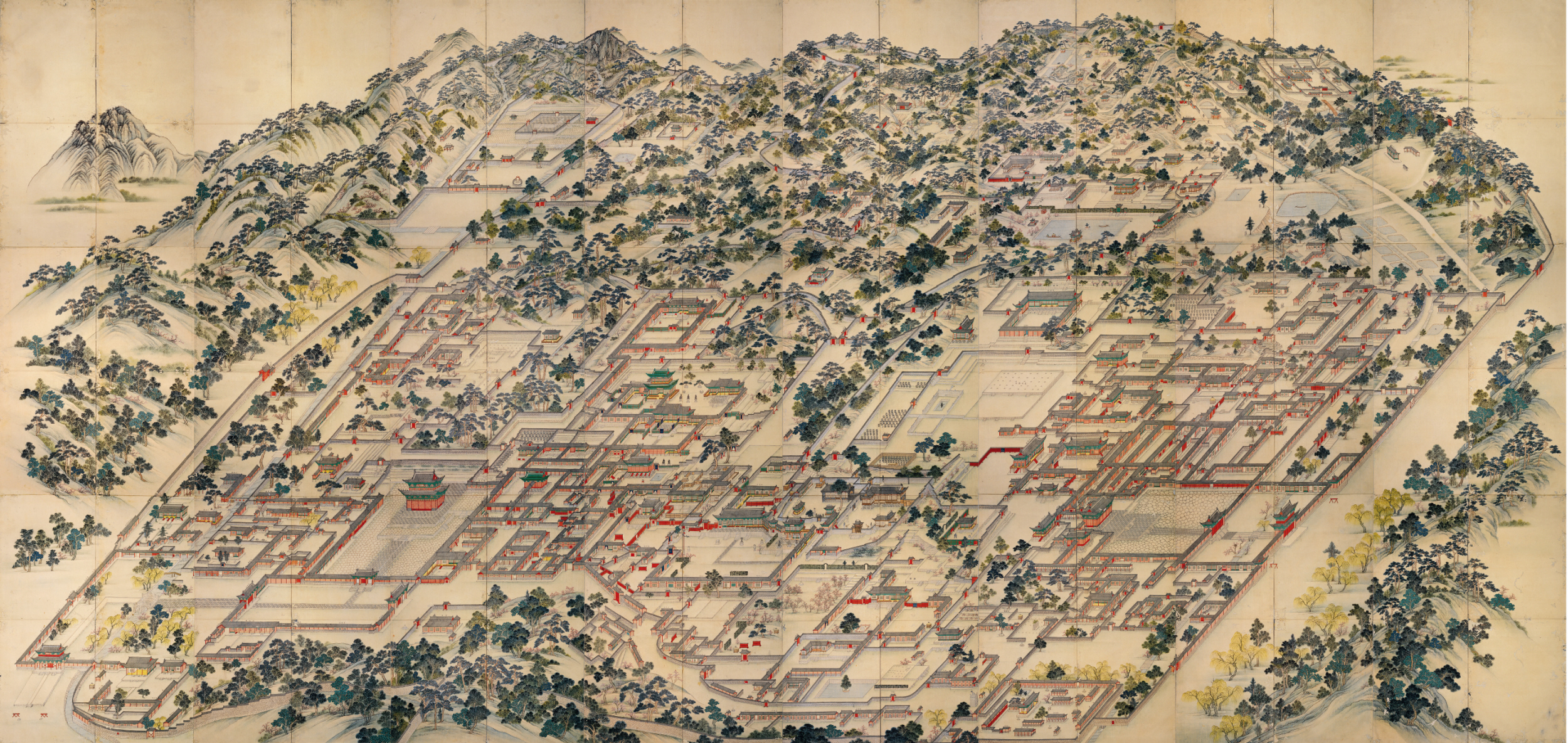
朝鮮王が長く起居した昌徳宮などを描いた『東闕図』（1820年代）。宮内には、測雨器3基を始めとする気象観測機器が描かれている。

朝鮮半島の王朝は気象・天文のような自然現象に大きな関心を持っていた。伝統的に農業国であった朝鮮では、農事暦の編纂（観象授時）が王朝の重要な役割だったためである。また当時、日照りや洪水のような災害は統治者に対する天譴とみなされたためでもある。そのような事情は中国でも同様だったが、乾季と雨季の区別がはっきりしており、たびたび降雨不足に悩まされた朝鮮においては、気象観測の重要性は中国以上であった。朝鮮歴代の正史である『三国史記』や『朝鮮王朝実録』には気象現象の体系的な記録が残されている。李氏朝鮮は高麗から気象・天文観測を管轄する部署である書雲観（後に観象監として拡大強化された）を受け継ぎ、風・雨・霧・雲などの量的な測定を行っていた。この気象学への傾倒が李朝代に独自の発展を生む原動力となったと考えられる。:121:196:165-167
測雨器の開発が行われたのは世宗の治世（1418年 - 1450年）である。『朝鮮王朝実録』によれば、世宗７年（1425年）に干ばつが起こり、各地の道や県の官庁に対して降雨量を戸曹に報告するよう指示が下された:146。しかしその測定法は、土塊を握って湿り具合を調べ、どの深さまで水が浸透したかを調べるというものだった。土壌の乾燥度によって雨水の染み込み方は変わるため、この方法では正確な測定を行うことができない。『実録』世宗23年（1441年）8月18日条が伝えるところでは、戸曹はこの問題を解決するため、降雨量を測定するための器と台座を書雲観に開発させる建議を行い、世宗の認可を得た。この時試作された測雨器は書雲観に設置された。

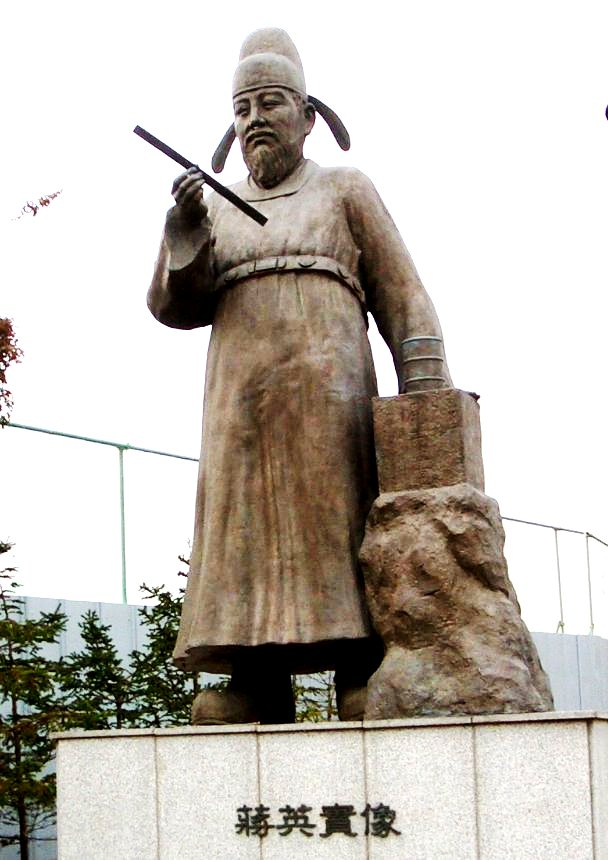
牙山市、天安牙山駅前に立てられた蔣英実の銅像。測雨器の傍らで周尺（物差し）を扱っている。

世宗の言葉として『実録』が伝えるところでは、容器で雨量を測る方法を初めに行ったのはその世子（後の文宗）である:124。文宗はかねてから日照りを心配し、宮中で降雨量の測定を試みていたという。現代韓国では測雨器を発明したのは世宗に仕えた工匠の蔣英実だと信じられているが、それを裏付ける史料は蔣氏族譜と口伝に過ぎない。科学史家の全相運は、蔣英実をはじめとする技術者や書雲観の官吏が測雨器の開発に携わったとしても、身分の低い彼らによる貢献は正当に評価されなかっただろうと推測している。
その後、『実録』によれば1442年5月8日に、全国的に降雨量を記録する制度が正式に制定された。「測雨器」の名が登場したのもこのときである。各道・郡・県の官舎に測雨器が設置され、測定の手順について詳しい規定が定められた。この観測制度は現代の科学的方法に通じるものであったが、忠実に実行されていたのは成宗代（1469年 - 1495年）までで、その後は次第に用具・手順などが乱れていった:125-127。
やがて文禄・慶長の役（1592年 - 1598年）および丙子の乱（1636年 - 1637年）が起こると、各地に設置された測雨器はすべて失われ、約150年にわたる雨量記録もほとんどが散逸した:128。例えば、1592年以前のソウルの降雨量の記録は1530年、1542年、1586年の3年分しか残っていない。戦乱が収まった後も、疲弊した朝鮮王朝には測雨器事業を再展開することができなかった。この時期可能だったのは、一部の河川に設置された水標（水位計）を通じて降雨量を推し量ることのみであった。水標は尺・寸・分の目盛りが刻まれた柱で、ソウルでは清渓川と漢江に設置されていた。1636年から1889年（高宗26年）までのソウルの降雨量を記録した『祈雨祭謄録』には水標の観測記録も残されている:127。
粛宗（在位1674年 - 1720年）代の天文学研究の復興を経て、18世紀の英祖（在位1724年 - 1776年）時代に至って測雨器制度は復活した。『増補文献備考』に伝えられる英祖の言葉によれば、英祖は『実録』から学んだ測雨器に「至極の理致」を見出し、正確に復元して八道および二都（当時の松都、江都）に設置するよう命じた。英祖46年（1770年）5月1日、世宗時代と同じ規格の測雨器およびその台座（測雨台）が完成した。その後も、主に干ばつに対する祈祷の意味を込めて測雨器の新造が行われた。1782年、干ばつを憂えた正祖（在位1776年 - 1800年）は、大理石の記念碑的な測雨台を備えた測雨器を昌徳宮に設置させ、また全国の郡県にも測雨器を置かせた。ほかにも19世紀前半（純祖代、憲宗代）に製造された測雨台の遺物が現在まで残されている。
測雨器制度は最終的に日本による韓国併合とともに途絶した。

## 運用
世宗代に制定された制度では、雨量測定は道・郡・県の守礼が自ら行う重要な職務だった。雨が降り止むたびに、測定者は周尺（物差し）を用いて水深を寸、分の単位まで記録した（1寸は10分、1分は約2 mmにあたる）:151。また降雨開始・終了時刻を記録するとともに、降雨の程度を「微雨」から「暴雨」までの8段階に分けて評価した。各地方の観測結果は道監司が集計して書雲観へと送った。各地の観測データは租税徴収を決定するために用いられた。
英祖代以降の観測制度については、天文学者成周悳による『書雲観志』（1818年）に詳細な記録がある。それによると、雨量観測は精神を集中して厳粛に執り行うべき職務であり、おろそかにした者には刑罰が下された。観測結果は『風雲記』と呼ばれる原簿に記入され、半年に1度、月計などをまとめた『天変抄出謄録』が実録編纂を管轄する春秋館に提出された。『風雲記』の気象観測記録には欠落もあるが、1740年から1862年までのデータが残されている。

## 形状と構造
『世宗実録』の記述によれば、1441年に初めて作製された測雨器は鋳鉄製で、長さ2尺（周尺）、直径8寸の円筒型であった。これはおそらく必要以上に大きかったと思われ、翌年正式に制定された規格では長さ1尺5寸、直径7寸に改められた。周尺による1尺は時代により20.6 cmから22 cmである。郡以下の地方では、中央から送られてきた鉄製測雨器を磁器や瓦器で複製して用いた。周尺も同様に鉄製の基準器をもとに竹や木で複製された。
英祖実録46年5月条によれば、1770年に英祖が復元させた測雨器の寸法は、布帛尺を用いて長さ1尺、直径8寸と規定されていた。 韓国併合前後に確認された英祖代以降の測雨器、計4点の内径は14.5 - 14.7 cmでほぼ等しいが、深さは21.7 - 30.6 cmと一定していなかった。この内径は現在用いられている雨量計の口径と似通っており、誤差を減らすために最適化された結果ではないかと推測されている。その一方、測雨器に特有の誤差要因として、物差しを差し込むと水の嵩が増えることや、複製精度の問題、瓦器に吸水性があることなどが指摘されている。

## 科学史的評価

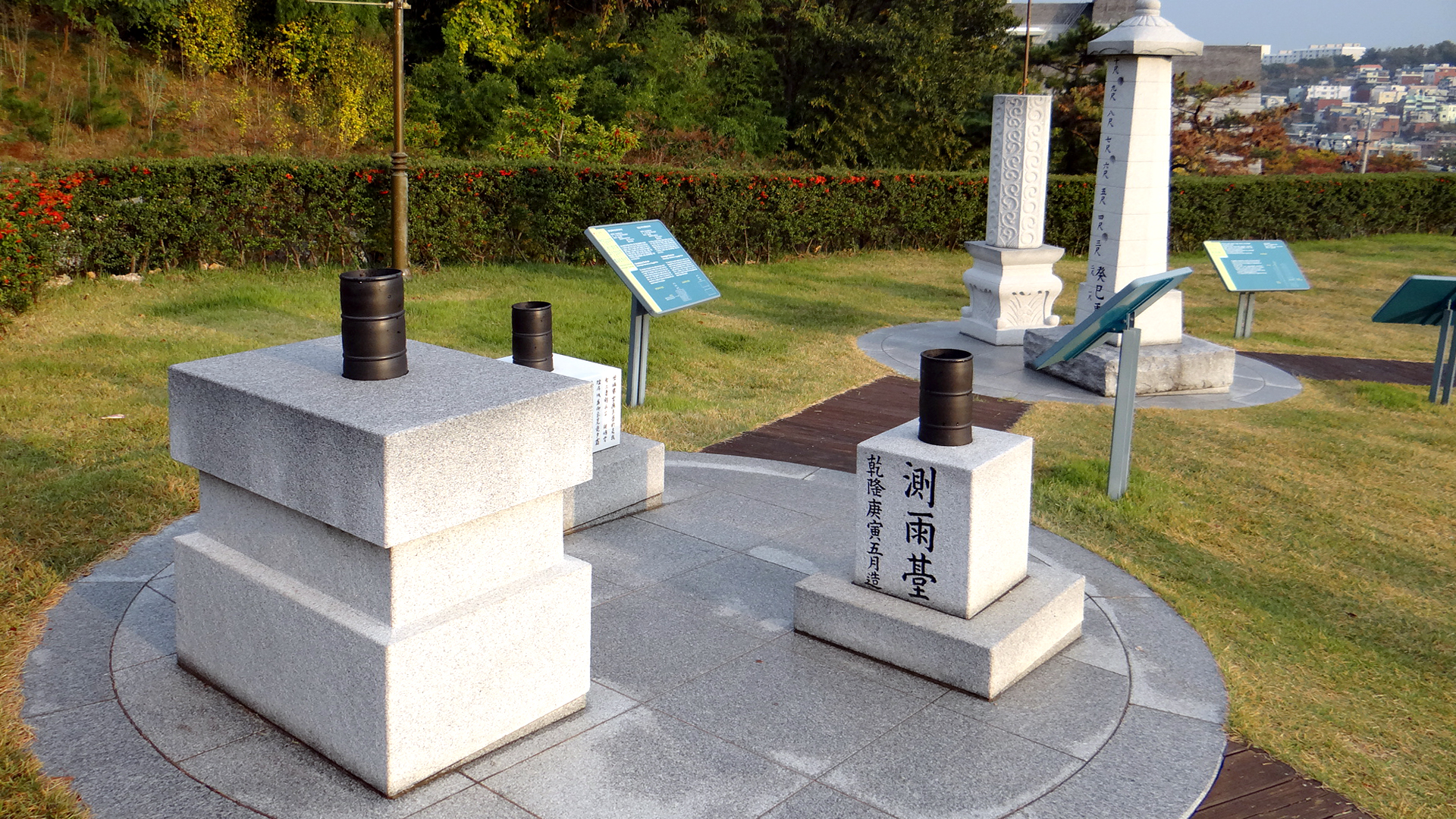
蔣英実科学公園に設置されている測雨器・測雨台遺物のレプリカ。

世宗代の朝鮮では科学技術が振興し、天文学、医学、農業技術などで独自の発展が見られた。気象観測の分野に限っても、測雨器のほか、水標（スピョ、河川の水位を計測するための標識）や風旗（プンギ、風向計）のような新しい器具が導入された:28。科学史家の全相運はこの時代を「韓国伝統科学の黄金時代」と呼び、中国の模倣にとどまらない創造的科学技術の気運があったとした:28。その代表的な事績とされているのが測雨器である。
測雨器の設置には雨乞いの祭事の一環という側面もあった。日照りに際して降雨を待つ心情を天に訴え、それによって農民に安ど感を与えるとともに、祭事の後に降った雨を計ることで王の威徳を示すのである。現存する正祖代の測雨台には、数百字にわたる銘文でその政治的な製作意図が記されている。それによると、世宗・英祖代と比べて、正祖代には気象観測の科学的価値よりもこのような「東洋的祭政における王道精神の呪術的発揚」に主眼が置かれていたと考えられる。

### 雨量計の起源を巡って
1910年、朝鮮総督府観測所の初代所長を務めていた和田雄治は、「韓国観測所学術報文」を発行し、「世宗英祖兩朝ノ測雨器」という論文で測雨器を紹介した。これには英・独・仏語の概要が付けられており、日韓のみならず西欧諸国の関心を惹いた。それまで西欧では、初めて雨量計を用いたのはイタリアの数学者ベネデット・カステリ（1639年）だと信じられていたが、和田は朝鮮の測雨器がカステリに200年先行していたことを広く認知させた。
韓国や北朝鮮において、測雨器は世界で初めて科学的な気象観測を行った輝かしい事例としてたびたび言及される:198:167:128。5月19日は韓国で測雨器発明を記念する「発明の日」に制定されており、2018年5月19日には「蔣英実の記念」として測雨器がGoogle Doodleに取り上げられた。
測雨器は一般に史上初の雨量計だと考えられているが、この見方には異論もある。古来、降雨量の測定は様々な時代、様々な文化で（おそらく相互に無関係に）行われていた。紀元前4世紀にインドで書かれた『実利論』には、器に雨水を溜めて土地ごとの年間降雨量を測っていたことや、それに即して作物の種類を選んだことがすでに記録されている。中国では遅くとも南宋時代には雨量測定が行われていた。1247年に南宋で書かれた数学書、『数書九章』の「天地測雨」と題する節では、天地盆と呼ばれる円錐台形の容器に溜まった雨水の量を計算する問題が扱われていた。問題文には「今日、どの郡・県にも多くの天地盆が設置されており、降雨量を知るために役立っている」という記述も見受けられる。さらに明代には各地の雨量記録を皇帝に上奏する制度があった。これらの事例は必ずしも専用の器を用いていたとは断言できないが、雨量計の起源と関連してしばしば紹介される。
測雨器の成立に中国の先行例が影響した可能性が指摘されており、議論が行われてきた。1954年、中国の気象学者竺可楨は、測雨台遺物に清の元号「乾隆庚寅」が刻まれていたことを理由に「朝鮮の測雨器は清代の中国で製造されたもの」という主張を広めた。だが、李氏朝鮮でも清の元号を公式に用いていたため、この説は根拠が薄いと考えられている。また、『数書九章』に見られるような雨量計測法が韓国に移入されて測雨器となった可能性もある。山田慶児は朝鮮の使節が明朝の科学技術を積極的に学んでいたことを指摘して、「測雨の情報がまったく伝わっていなかったと考えるほうがむしろ難しいようにおもわれる」と書いている:483。Kim Sung Samはこの説に対して反論を加え、あくまで朝鮮で独自に開発されたと主張している。Kimによれば、『数書九章』の内容は数学上の練習問題にすぎず、雨量観測が実践されていた証拠はない。さらに、当時の中国人には降雨量の定量測定という発想がなかったという。
とはいえ、仮に朝鮮の測雨器が中国に起源を持っていたとしても、その独自性は標準計器を制定して科学的な観測を行った点にある:170。『数書九章』によれば天地盆の形状は一定しておらず、明代までの中国の文献にも雨量計の形状についてほとんど記述がない。したがって、標準規格の制定という思想や、容器形状を円筒形にして測定の便を図るといった創意は世宗代の朝鮮に帰せられる:483-484。
いずれにせよ、近代以前の長期にわたる降雨量記録は数少なく、気候変動についての貴重な資料となっている。和田は測雨器による観測データを月ごとにまとめて1917年に公刊したが、1990年代の研究によってその信頼性は確かめられている。2001年には、新たな史料の調査に基づいて、1777年から1907年までの降雨量の日変化が明らかにされた。

測雨器によって計測されたソウルの年間降雨量の記録（1815年 - 1859年）。この45年間の平均は1784 mmとなる。なお、2016年現在ソウルの年間降水量平年値は1429 mm。

## 遺物
和田雄治は近代以前の朝鮮に科学的な雨量観測制度があったことに感銘を受け、測雨器の調査研究を行った。和田が伝えるところによれば、大韓帝国末期には既に測雨制度は機能しておらず、器物の多くが失われていた。観象監が所蔵していた測雨器や文献記録さえ、1910年の韓国併合に先立つ5年間でほとんどが亡失した。和田は朝鮮への赴任中、遺物や文献史料を探し求め、各地に残されていた測雨器・測雨台遺物や、『風雲記』や『天変抄出謄録』などの文献を収集した。和田の研究報告は総督府観測所によって『韓国観測所学術報文』（1910年）、『朝鮮古代観測記録調査報告』（1917年）にまとめられた。
和田は1915年に帰国する際、「錦営測雨器」と呼ばれる遺物を持ち帰ったが、これが現存する唯一の測雨器である。和田の死後、この遺物は日本の気象庁に保管されていたが、韓国気象庁の2年間にわたる返還要求の末、1971年4月に引き渡された。和田はこのほかにも咸興や大邱に設置されていた測雨器を仁川の総督府観測所に残してきたが、朝鮮戦争中に仁川上陸作戦によって失われたという。錦営測雨器のほかに現存する遺物は測雨台5基のみで、他はすべて20世紀後半までに失われた:153。1917年までに確認された遺物のうち、英祖46年（1770年）に製造されたものは測雨器7基、測雨台4基があったが、後代まで残存したのはそのうち測雨台1基のみであった。
1960年頃、朝鮮科学史研究の第一人者である全相運によって、ソウル梅洞初等学校の校庭に残されていた測雨台遺物が発見された。全は観象監の跡地に建てられた普通学校の校庭に観測機台石らしきものがあったという『京城府史』の記録（1937年）に基づいて調査を行っていた。これは現存する唯一の世宗代の遺物である。
英国サイエンス・ミュージアムには測雨器の複製品が所蔵されている。1923年に日本で製造され、英国に寄贈されたものである。

### 測雨器
|            | 作製時期 | 外観                                       | 設置場所 | 所属（2005年現在） |
| ---------- | --- | ------------------------------------------ | -------- | ------------------ |
| 錦営測雨器 | 1837年 | 青銅製、32×15 cm。重量6.164 kg。銘文あり。 | 広州     | 大韓民国気象庁     |
| 錦営測雨器 | 宝物第561号。現存する唯一の測雨器。銘文には「錦営測雨器高一尺五寸、径七寸、道光丁酉製、重十一斤」とある。「錦営」とは忠清南道広州に設置された忠清監営の別称である。3段に分割できる構造になっており、それぞれの段はわずかに膨らみを持った樽型。最下段の器のみに底がついている。 |                                            |          |                    |

### 測雨台
番号は便宜上のもの。
|    | 作製時期 | 外観                                                                           | 設置場所             | 所属（2005年現在） |
| -- | --- | ------------------------------------------------------------------------------ | -------------------- | ------------------ |
| #1 | 15世紀 | 花崗岩製、61×92×58 cm。                                                        | ソウル、観象監       | 大韓民国気象庁     |
| #1 | 宝物第843号。非常にまれな世宗時代の遺物である。後の時代に製作されたものと異なり、碑文はなく、単純な6面体ではなく中央が窄まっている。1960年、初等学校の校庭で全相運によって発見された。                       |                                                                                |                      |                    |
|    | |                                                                                |                      |                    |
| #2 | 1770年 | 花崗岩製、46×37×37 cm。 2面に碑文。測雨器を据えるための直径16 cmの凹みがある。 | 大邱監営             | 大韓民国気象庁     |
| #2 | 英祖が1770年5月1日に再現させたものの一つ。「測雨器」「乾隆庚寅五月造」と刻まれている。 |                                                                                |                      |                    |
|    | |                                                                                |                      |                    |
| #3 | 1782年 | 大理石製、30.3×45.3×45.5 cm。4面に碑文。                                       | ソウル、昌徳宮奎章閣 | 韓国国立古宮博物館 |
| #3 | 宝物844号。碑文には製作の経緯が詳しく書かれている。それによると、正祖は在位6年に起きた干ばつを憂えて祈祷や恩赦を行ったのち、世宗や英祖の事績に倣って雨乞いの効果を測るために宮中に測雨器を設置させたという。 |                                                                                |                      |                    |
|    | |                                                                                |                      |                    |
| #4 | 1811年 | 花崗岩製、44×43.8×43.8 cm。正面に碑文。                                        | 統営市               | 国立ソウル科学館   |
| #4 | 純祖時代の干ばつに際して製造されたもの。 |                                                                                |                      |                    |
|    | |                                                                                |                      |                    |
| #5 | 1828年 | 花崗岩製、60.5×28.5 cm。                                                       | ソウル、昌徳宮演慶堂 | 昌徳宮演慶堂       |
| #5 | 昌徳宮の秘苑にある王族の住宅、演慶堂に設置されていた。 |                                                                                |                      |                    |